# Guangsheng (köpinghuvudort i Kina, Sichuan Sheng, lat 30,74, long 103,67)
Guangsheng (kinesiska: 观胜) är en köpinghuvudort i Kina. Den ligger i provinsen Sichuan, i den sydvästra delen av landet, omkring 39 kilometer väster om provinshuvudstaden Chengdu. Antalet invånare är 17 952. Befolkningen består av 8 963 kvinnor och 8 989 män. Barn under 15 år utgör 10,0 %, vuxna 15-64 år 74 %, och äldre över 65 år 14,0 %.
Runt Guangsheng är det tätbefolkat, med 570 invånare per kvadratkilometer. Guangsheng är det största samhället i trakten. Trakten runt Guangsheng består till största delen av jordbruksmark.
Genomsnittlig årsnederbörd är 1 318 millimeter. Den regnigaste månaden är juli, med i genomsnitt 377 mm nederbörd, och den torraste är december, med 11 mm nederbörd.